# Anastomose (médecine)
Pour les articles homonymes, voir Anastomose.
Une anastomose est, en anatomie, une connexion, naturelle ou artificielle, entre deux structures, organes ou espaces. Il s'agit en général de connexions entre vaisseaux sanguins, ou entre d'autres structures tubulaires telles qu'une boucle de l'intestin. Par exemple, lorsqu'un segment d'intestin est réséqué, les deux extrémités restantes sont raccordées par couture ou par agrafes (« anastomée »). Cette opération est appelée anastomose intestinale.

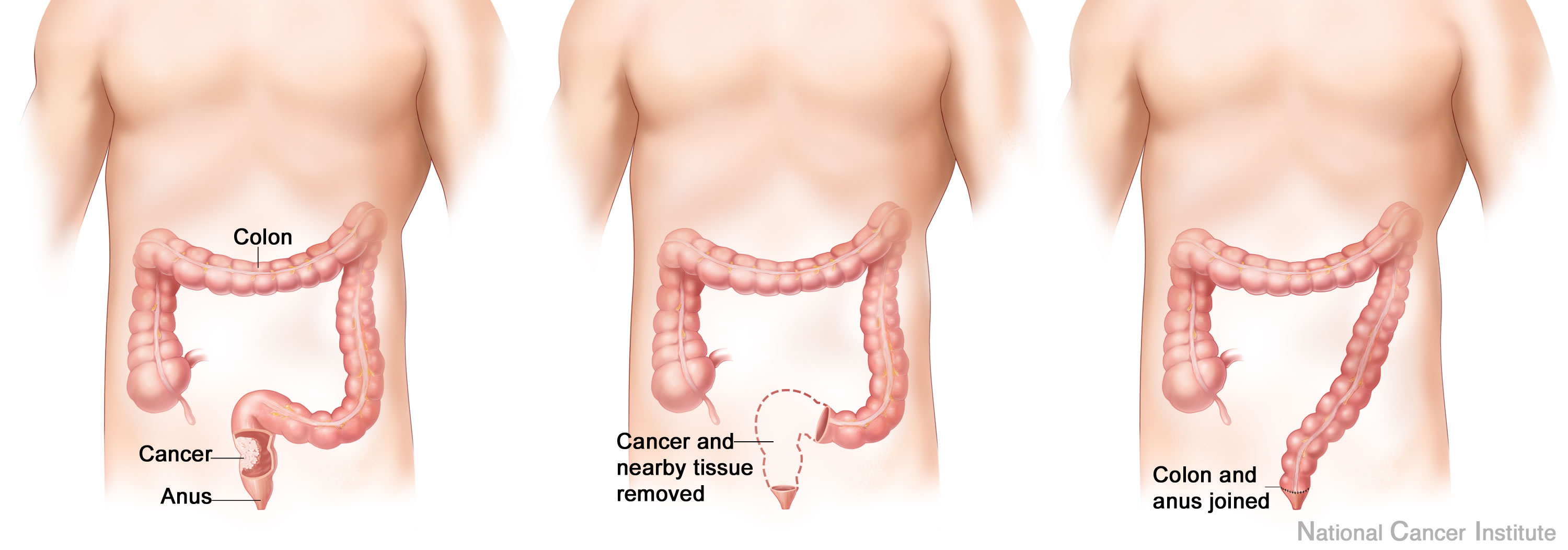
Anastomose dans le cancer du côlon.

## Anastomoses de la circulation sanguine
Les anastomoses sont très fréquentes dans le système vasculaire, elles servent de suppléances pour la circulation du sang en cas de vaisseau bouché ou d'un autre problème (ex : hémorragie). Les exemples d'anastomoses sont très nombreux, cependant, les plus importants comprennent :
- le polygone de Willis (dans le cerveau) ;
- les anastomoses d'articulations - très importantes cliniquement. Presque toutes les articulations sont équipées d'un système très développé de jonctions vasculaires. Exemples : le genou, l'épaule, la hanche, la cheville, etc ;
- les anastomoses pelviennes ;
- les anastomoses abdominales ;
- les anastomoses de la main et du pied (avec les arcades palmaires (main) et plantaires (pied)) ;
- les artères coronaires sont des artères dites terminales, qui n'ont pas d'anastomoses. Les artères coronaires apportent le sang au cœur. Les artères coronaires sont donc très sujettes aux plaques d'athérome (causées le plus souvent par le cholestérol), et un déficit d'apport sanguin au cœur provoque des douleurs thoraciques et peut amener à l'infarctus du myocarde.
- Chez les crocodiliens, au niveau de l'aorte, via le foramen de Panizza

Bien que développées au niveau de la circulation artérielle, les réseaux d'anastomoses sont surtout extrêmement nombreux au niveau de la circulation veineuse.

## Anastomoses chirurgicales
Par exemple :
- la colostomie (une ouverture créée entre l'intestin et la peau de l'abdomen)
- la fistule artério-veineuse (une ouverture créée entre une artère et une veine) pour l'hémodialyse.

## Types d'anastomoses humaine
Pour relier deux tubes dans le corps (notamment les vaisseaux sanguins), il existe différents types d'anastomoses: interartérielles et artérioveineuses.

### Anastomoses artérielles
- L'anastomose à plein canal (ou inosculation)

C'est une simple continuité entre deux vaisseaux (qui n'en forment en fait qu'un, mais que l'on sépare en différentes régions).
On peut citer l'exemple de l'artère axillaire (au niveau de l'épaule qui devient artère brachiale après quelques centimètres dans le bras).
- L'anastomose par canal d'union

Un petit canal relie deux plus gros vaisseaux.
Ce type d'anastomose est très fréquent dans le système veineux (ex : anastomoses entre les veines superficielles et profondes de l'avant-bras).
- L'anastomose par convergence

Il s'agit tout simplement de la réunion de plusieurs vaisseaux pour n'en former plus qu'un seul.
Là aussi, les exemples les plus fréquents sont dans le système veineux (les artères ayant plutôt tendance à se diviser au fur et à mesure de leur trajet).
On peut citer comme exemple l'anastomose entre les deux veines iliaques communes pour former la veine cave inférieure.
- L'anastomose "en réseau"

Il s'agit d'un réseau d'artères dit "admirable" en contact avec des veines.
Il sert, notamment aux extrémités type oreilles, d'effectuer des échanges calorifiques entre artères et veines afin que la chaleur reste dans le corps et ne sorte pas à l'extérieur.
On les trouve aux extrémités et l'artère carotide interne.
- L'anastomose par vas aberrans : une artère de petit calibre se détache d'un tronc artériel et se fusionne plus loin soit avec ce même tronc soit avec une de ses collatérales.

### Anastomoses artérioveineuses
Anastomoses entre les vaisseaux artériels et veineux. Ces anastomoses vont permettre de shunter le lit capillaire en aval. Ces anastomoses, ont comme but de réguler la température. On les retrouve dans les régions les plus périphériques comme les mains. Lorsqu'il fait froid, ces anastomoses vont s'ouvrir donc le réseau capillaire sera moins irrigué. Cela permet donc de réguler la température des organes vitaux au détriment de la périphérie.

### Modèle anastomotique du tissu nerveux
En 1963, Cowan et Winograd ont proposé un modèle du tissu nerveux basé sur une forme d'anastomose permettant de rendre compte d'une stabilité fonctionnelle en partie indépendante des incertitudes du vivant. Il est basé sur le concept de neurone formel, et sur l'utilisation systématique de codes correcteurs d'erreurs, style code de Hamming. Pour cela, supposons qu'un ensemble de neurones doivent élaborer une information v = f(x, y) où y = g(z, w), x, y, z et w étant des vecteurs binaires. Les auteurs présument qu'en réalité lesdites informations sont traitées sous la forme V = F(X, Y) et Y = G(Z, W), où X, Y, Z, W sont la transcription en termes de codes correcteurs d'erreurs des informations x, y, z, w, et où F et G sont convenablement définies. Soit X=H(x) la fonction de codage et, a contrario, x = h(X') la fonction de décodage retrouvant x à partir de son image X ou d'une version X' faiblement altérée de X. On devrait avoir par exemple : F= H(f(x,y)) = H(f(h(X), h(Y))). Si cette spécification est réalisée aussi directement que possible, on peut éviter d'avoir des zones critiques avec x, y, z explicites et donc vulnérables au bruit. Dans ces conditions, la réalisation V = F(X, G(Z, W)) devient une version immunisée au bruit de v = f(x, g(z, w)). Les auteurs montrent alors qu'un principe de dualité permet de troquer cette immunité aux bruits contre une immunité aux pannes et aux erreurs de câblage, pouvant rendre le dispositif informationnel sûr malgré les aléas et défauts locaux.